# Мусандам (півострів)
26°11′53″ пн. ш. 56°14′57″ сх. д. / 26.198094° пн. ш. 56.249189° сх. д.
Мусандам (араб. جَزِيْرَة مُسَنْدَم \ رَأْس مُسَنْدَم, трансліт. Jazīrat Musandam / Raʾs Musandam) — півострів, який утворює північно-східну точку Аравійського півострова. Розташований на південь від Ормузької протоки між Перською та Оманською затоками. Півострів займає мухафаза Мусандам Султанату Оман і емірат Рас-ель-Хайма. Населений племенем шихух.

## Географія
Півострів займають гори Західний Хаджар — Руʾус аль-Джібал. Найбільше ваді — Ель-Біх.
Найвища гора — Джебель-ель-Харім, (2087 м).